# It's so Easy (Guns N' Roses-sang)
 For alternative betydninger, se It's so Easy. (Se også artikler, som begynder med It's so Easy)
"It's so Easy" er det andet nummer på det amerikanske Hard Rock band Guns N' Roses' debutalbum Appetite for Destruction.
Sangen blev udgivet som bandets første single den 15. juni 1987 i Storbritannien, og den nåede nr. 84 på UK Singles Chart.
Axl Rose har udtalt, at sangen blev skrevet af Duff McKagan og bandets bekendte West Arkeen, oprindeligt som en "Hippie Yaya sang", og at det var Slash' ide at voldtage sangen til at blive en rocksang.